# خلوة أبو حطب
قرية خلوة ابوحطب هي إحدى القرى التابعة لمركز ههيا في محافظة الشرقية في جمهورية مصر العربية. حسب إحصاءات سنة 2006، بلغ إجمالي السكان في خلوة ابوحطب 2867 نسمة، منهم 1456 رجل و1411 امرأة.